# Perchas (Morovis)
Perchas es un barrio ubicado en el municipio de Morovis en el estado libre asociado de Puerto Rico. En el Censo de 2010 tenía una población de 1336 habitantes y una densidad poblacional de 190,34 personas por km².

## Geografía
Perchas se encuentra ubicado en las coordenadas 18°16′40″N 66°24′14″O / 18.27778, -66.40389. Según la Oficina del Censo de los Estados Unidos, Perchas tiene una superficie total de 7.02 km², que corresponden a tierra firme.

## Demografía
Según el censo de 2010, había 1336 personas residiendo en Perchas. La densidad de población era de 190,34 hab./km². De los 1336 habitantes, Perchas estaba compuesto por el 88.62% blancos, el 4.12% eran afroamericanos, el 5.84% eran de otras razas y el 1.42% pertenecían a dos o más razas. Del total de la población el 99.55% eran hispanos o latinos de cualquier raza.